# Süsing
Der Süsing ist ein großes Waldgebiet in der Lüneburger Heide in Niedersachsen.

## Geografie
Der Süsing ist ein großräumiges Forst- und Waldgebiet, überwiegend im Landkreis Uelzen gelegen, mit Ausläufern in den Landkreis Lüneburg hinein. Ausgedehnte Nadelholzforsten und (eher kleinflächig) Buchen- und Eichenwälder mit einem hohen Schwarz- und Rotwildbestand kennzeichnen den Süsing, von dem seit 1996 ein 64,5 ha großes Teilgebiet (das sind weniger als 2 % der Gesamtfläche) als Naturwaldreservat ausgewiesen ist.
Im Dezember 2007 wurde der Landschaftsschutz für einen Randbereich des Süsing bei Bardenhagen in der Gemeinde Bienenbüttel aufgehoben.

## Geologie
Der Süsing liegt im Bereich einer in nordwest-südöstlicher Richtung streichenden, drenthezeitlichen Endmoräne der Saale-Eiszeit, also der vorletzten Eiszeit vor etwa 165.000 bis 210.000 Jahren.
Als geologische Formationen kommen vor
1.) glazifluviatile Ablagerungen, d. h. Sand und Kies, von Schmelzwasser transportiert,
2.) Grundmoräne, d. h. an Ort und Stelle abgelagerter Geschiebemergel (toniger, sandiger, kiesiger Schluff),
3.) Beckenablagerungen, d. h. schluffiger, z. T. feinsandiger Ton, der sich über lange Zeiten hinweg in einem eiszeitlichen See abgesetzt hat (die tonigen Teile, die vom Wasser weiter transportiert werden, weiter vom Ufer entfernt, die sandigen, gröberen mehr in Ufernähe) und
4.) fluviatile Ablagerungen (Auensedimente) des Holozän in einem Tal, das den Süsing in südöstlicher Richtung verlässt und auf Oetzfelde und Ebstorf ausgerichtet ist.
Die eiszeitlichen Ablagerungen erheben sich mit z. T. ausgeprägten Steilhängen bis auf 113 m ü. NN. Die Grundwasseraustritte und damit die Quellbereiche der Bäche liegen zwischen 80 und 85 m ü. NN.